# Conseil de recherches en sciences humaines du Canada
 (octobre 2024).
Le Conseil de recherches en sciences humaines (CRSH) est l’organisme subventionnaire fédéral qui encourage et appuie la recherche et la formation universitaires dans le domaine des sciences humaines. En mettant l’accent sur le développement du talent, la production du savoir et la création de connexions entre les établissements d’enseignement et les communautés, le CRSH appuie, de façon stratégique, la réalisation d’initiatives de calibre mondial qui reflètent l’engagement du gouvernement visant à bâtir un avenir prospère pour le Canada et le reste du monde.

## Histoire
Constitué par une loi du Parlement en 1977, le CRSH rend compte au Parlement par l’entremise du ministre de l’Industrie.

## Gouvernance
Le CRSH est dirigé par un conseil d’administration nommé par le gouvernement fédéral pour représenter les intérêts du milieu universitaire et des secteurs public et privé.
Les comités du conseil d'administration guident le CRSH et s’assurent que ses programmes de subventions et de bourses répondent aux besoins des Canadiens.

## Financement
Le CRSH appuie la recherche menée au sein d’établissements d’enseignement postsecondaire, la formation en recherche et les activités de mobilisation des connaissances dans le domaine des sciences humaines.
Les occasions de financement du CRSH sont disponibles par l’entremise de trois programmes: Talent, Savoir et Connexion.

### Programme Talent[5]
Le programme Talent vise à appuyer les étudiants et les stagiaires postdoctoraux dans le but de former la prochaine génération de chercheurs et de chefs de file de la société tant dans le milieu universitaire que dans les secteurs public, privé et sans but lucratif.
Le programme Talent encourage l’acquisition de compétences en recherche et la formation d’un personnel hautement qualifié en sciences humaines. Le CRSH favorise ainsi le développement de personnes talentueuses et créatives qui deviendront des chefs de file dans les établissements d’enseignement postsecondaire et les collectivités et contribueront au succès du Canada à un XXIe siècle mondialisé.

### Programme Savoir[6]
Le programme Savoir a pour but d’approfondir les connaissances sur l’être humain, la société et le monde en appuyant l’excellence en recherche dans tous les domaines admissibles au financement du CRSH.
La recherche et la formation en sciences humaines constituent le fondement d’une société dynamique, saine et prospère. Elles permettent de faire progresser les connaissances et de mieux comprendre les êtres humains – la façon dont ils pensent, vivent et interagissent entre eux et avec leur environnement, les collectivités et les sociétés. Elles permettent aussi de mieux comprendre le passé et le présent, et éclairent la réflexion sur d’importants enjeux sociaux, culturels, économiques, technologiques et environnementaux, tant dans le milieu de la recherche que dans les secteurs public, privé et sans but lucratif.
Le programme Savoir a pour objectif d’appuyer et de promouvoir l’excellence de la recherche en sciences humaines dans le but d’approfondir, d’élargir et d’accroître les connaissances collectives sur l’être humain et la société, de même que d’alimenter la recherche de solutions à des problèmes sociaux.

### Programme Connexion[7]
Le programme Connexion a pour but de réaliser le plein potentiel de la recherche en sciences humaines de façon à générer des répercussions et des avantages sur les plans intellectuel, culturel, social et économique au sein et en dehors du milieu universitaire, en appuyant des activités et des outils précis qui favorisent la diffusion et l’échange des connaissances en recherche.
La mobilisation des connaissances en sciences humaines favorise la diffusion multidirectionnelle des connaissances en recherche dans le milieu universitaire et la société en général, afin d’éclairer la recherche, les débats, les décisions et les mesures à prendre à l’échelle nationale et internationale. Ceux qui devraient bénéficier des résultats de la recherche en sciences humaines financée par des fonds publics – p. ex. les groupes de chercheurs, les décideurs, les dirigeants d’entreprise, les groupes communautaires, les éducateurs et les médias – devraient, idéalement, obtenir les connaissances dont ils ont besoin, en temps opportun et sous une forme pratique.
Le programme Connexion vise à appuyer les activités de mobilisation des connaissances – telles que le réseautage, la diffusion, les échanges et la coproduction des connaissances fondées sur la recherche – en tant qu’élément important de la recherche subventionnée par les fonds publics et comme moyen de renforcer les programmes de recherche. Le CRSH reconnaît aussi que l’évolution rapide des technologies de l’information et des communications fournit de nouvelles occasions d’intéresser ou de faire participer divers publics à la recherche en sciences humaines.

### Domaines des défis de demain
En juin 2013, le conseil d’administration du CRSH a approuvé six domaines des défis de demain élaborés dans le cadre de son initiative Imaginer l’avenir du Canada de façon que le Canada puisse saisir les occasions qui se présenteront et relever les futurs défis sociétaux grâce à la recherche en sciences humaines.
Ces défis sont :
1. Quelles sont les nouvelles méthodes d’apprentissage dont les Canadiens auront besoin, en particulier dans l’enseignement supérieur, pour réussir dans la société et sur le marché du travail de demain ?
2. Quels effets la quête de ressources naturelles et d’énergie aura-t-elle sur la société canadienne et la place qu’occupe le Canada à l’échelle mondiale ?
3. En quoi les expériences de vie et les aspirations des peuples autochtones du Canada sont elles essentielles pour bâtir un avenir commun prospère ?
4. Quelles diverses incidences la population mondiale maximale aura-t-elle sur le Canada ?
5. Comment mettre à contribution les nouvelles technologies au profit des Canadiens ?
6. De quelles connaissances le Canada aura-t-il besoin pour bien réussir dans un monde interconnecté en rapide évolution ?